# USS Nautilus (1838)
USS Nautilus (Корабль Соединённых Штатов «Наутилус») — американская 76-футовая шхуна XIX века, использовавшаяся как гидрографическое судно для исследования побережья США. В 1847 году, во время Американо-мексиканской войны, шхуна была зачислена в военно-морской флот. В июле следующего года шхуну вернули Береговой и геодезической службе.

## Служба

### В составе Береговой и геодезической службы
Строительство шхуны «Наутилус» было завершено в 1838 году. «Наутилус» стал первым гидрографическим судном, построенным для Береговой и геодезической службы (англ. Coast and Geodetic Survey). Вплоть до весны 1844 года шхуна проводила съёмку Атлантического побережья США и Мексиканского залива в интересах Министерства торговли (англ. Commerce Department). С 1838 по 1843 годы судном командовал Ф. Р. Хосслер (англ. F. R. Hossler), после него с 1843 по 1844 годы — правнук Бенджамина Франклина Александр Бахе (англ. Dr. A. D. Bache). В апреле 1844 года командование шхуной принял лейтенант Дж. М. Бахе (англ. G. M. Bache), после чего судно выполняло работы в интересах военно-морского флота, не находясь при этом в его подчинении.

### Участие в Американо-мексиканской войне
В 1847 году шхуну временно передали флоту, поскольку она могла быть использована для дозорной службы вблизи мексиканского побережья, ставшего к тому времени театром американо-мексиканской войны.
В июле 1848 года шхуну вернули геодезической службе. «Наутилус» работал для Береговой и геодезической службы до 1859 года.